# Хозяйка гостиницы (фильм, 1956)
«Хозяйка гостиницы» — советский фильм режиссёра Михаила Названова по комедии «Трактирщица» Карло Гольдони.
Фильм вышел в прокат 21 декабря 1956 года.

## Сюжет
Середина XVIII века, Флоренция. Маленькая гостиница и её весёлая, разбитная хозяйка. В эту гостиницу селятся несколько дворян со своими слугами.
Хозяйка гостиницы Мирандолина (Ольга Викландт) решает проучить одного из дворян, кавалера Рипафрата (Михаил Названов), отличавшегося особой спесью и высокомерием. Она разжигает в нём пламя страсти, влюбляет его в себя, но потом, естественно, выходит замуж за другого.

## В ролях
- Ольга Викландт — Мирандолина
- Анатолий Мягких — Фабрицио
- Михаил Названов — Кавалер Рипафрата
- Всеволод Якут — Маркиз Форлипополи
- Иван Воронов — Граф Альбафьорита
- Эммануил Геллер — Слуга кавалера
- Раднэр Муратов — Слуга графа

## Съёмочная группа
- Режиссёр — Михаил Названов
- Оператор — Николай Большаков
- Художник — Александр Жаренов